# 弗格森風車廣場 (亞利桑那州)
弗格森風車廣場（英語：Ferguson Place Windmill）是位於美國亞利桑那州亞瓦派縣的一個非建制地區。該地的面積和人口皆未知。

## 地理
弗格森風車廣場的座標為34°20′48″N 112°44′01″W / 34.34667°N 112.73361°W，而該地的平均海拔高度為1361米（即4465英尺）。